# Звіросовхоз
Звіросовхоз (рос. Зверосовхоз) — населений пункт  у Кольському районі Мурманської області Російської Федерації.
Населення становить 1598 осіб. Належить до муніципального утворення Кільдінстройське міське поселення .

## Населення
| 2002 | 2010  |
| ---- | ----- |
| 1527 | ↗1598 |